# قطعنامه ۸۲۸ شورای امنیت
قطعنامه ۸۲۸ شورای امنیت سازمان ملل متحد که در تاریخ ۲۶ مه ۱۹۹۳ تصویب شد، سندی بین‌المللی دربارهٔ پذیرش اعضای جدید سازمان ملل متحد: اریتره است. این قطعنامه طی نشست ۳۲۱۸ام تصویب شد.